# Kruta Bałka (obwód doniecki)
Kruta Bałka (ukr. Крута Балка) – osiedle na Ukrainie, w obwodzie donieckim, w rejonie donieckim. Według spisu ludności z 2001 roku miejscowość liczyła 305 mieszkańców, z czego 276 posługiwało się językiem rosyjskim, a 29 ukraińskim.
Osiedle zostało zajęte przez prorosyjskich separatystów podczas wojny w Donbasie w 2014 roku. W 2016 roku miejscowość została zajęta przez siły ukraińskie.